# Fa'afafine

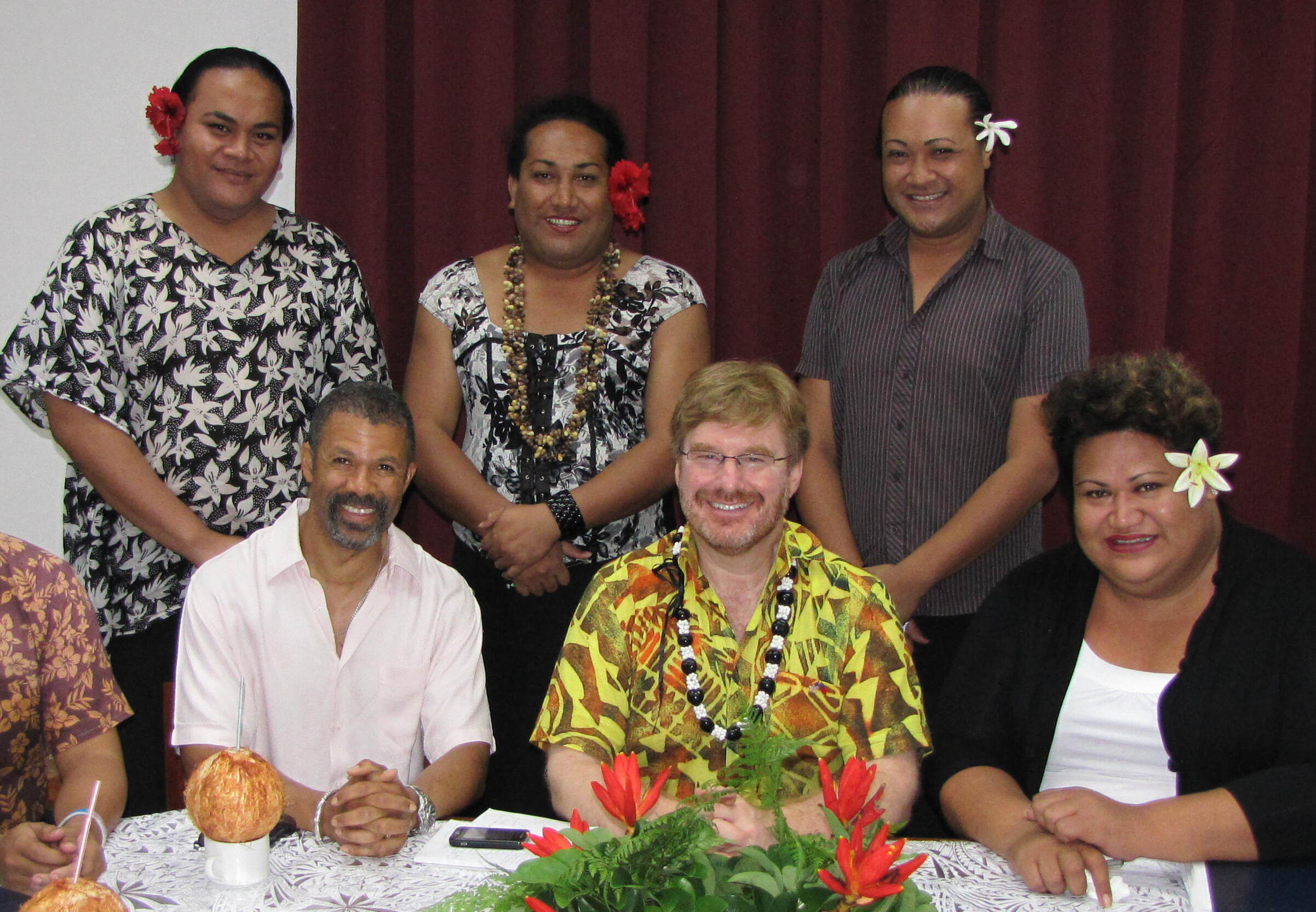
El embajador de los Estados Unidos Huebner en Samoa con los líderes de la Asociación Fa’afafine de Samoa.

Fa'afafine (también pronunciado faafafine, fafafige o fafafine) hace referencia al tercer género en la cultura de Samoa, al que se atribuyen roles de género distintos a los de los atribuidos al sexo masculino o a los de las sexo femenino. Los fa'afafine son hombres educados como mujeres por sus familias, algo aceptado en la sociedad samoana.

## Origen del término
La palabra fa'afafine incluye el prefijo causal fa'a (‘en la forma de’) y la palabra fafine (‘mujer’). Esta palabra está relacionada con otras lenguas polinésicas, como el tongano que usa las palabras fakafefine o fakaleiti, el maorí whakawahine y el hawaiiano mahuvahine.

## Los fa'afafine en la sociedad
Las ideas sobre la familia en Samoa y la Polinesia son diferentes a las occidentales. Es errado atribuir una interpretación occidental y llamar al fa’afafine ‘gay’ u homosexual. Ellos tienen vidas sexuales variadas, relacionándose sexualmente con otros fa’afafine, con mujeres y/o con hombres, y también se dan matrimonios de fa’afafines con mujeres tradicionalmente. Hacen tareas domésticas femeninas, y se ha popularizado en la comunidad extranjera un concepto de que en familias de pocas o ninguna hija a un niño se le viste de niña para asignárselas, aunque no hay pruebas de ello.
Muchos fa'afafine son prominentes en todos los aspectos de la sociedad samoana como trabajadores, administradores, educadores, personas de negocio, ancianos de las iglesias y artistas. Son reconocidos por su trabajo y dedicación a la familia y a menudo son quienes se hacen cargo de sus padres ancianos así como de los hijos de sus hermanos y hermanas.
Los fa'afafine han tomado parte en el desarrollo contemporáneo de las artes en Oceanía, como los trabajos de escritura y pintura de Dan Taulapapa McMullin, el artista y conservador Shigeyuki Kihara y la artista de moda Lindah Lepou. Exhibiciones de artistas indígenas pertenecientes a la comunidad LGBT, incluyendo a los fa'afafine, fueron la Exhibición de Arte Measine Fa'afafine en Auckland (2007) y la Hand in Hand Art Exhibition en Sídney (2008).

## Organizaciones
En el siglo XXI varias organizaciones se han involucrado en la promoción de la salud y la calidad de vida de los fa'afafine. Entre estas se encuentra la Organización Fa'afafine Samoana de Apia, la Island Queens Alliance of Pago Pago en la Samoa Americana, UTOPIA de San Francisco, UTOPIA Hawaii de Honolulu, y la Faafafine Fono en Auckland, Nueva Zelanda.

## Fa'afafine notables
- Amao Leota Lu (1971-), artista de performance, poetisa y activista comunitaria.
- Jaiyah Saelua (1988-), exjugadora de fútbol.
- Marion Malena, modelo.
- Ymania Brown, activista y abogada de derechos LGBT.